# Miles City (Montana)
Miles City es una ciudad ubicada en el condado de Custer en el estado estadounidense de Montana. En el Censo de 2010 tenía una población de 8410 habitantes y una densidad poblacional de 972,48 personas por km². Se encuentra a la orilla del Yellowstone, afluente del río Misuri.

## Geografía

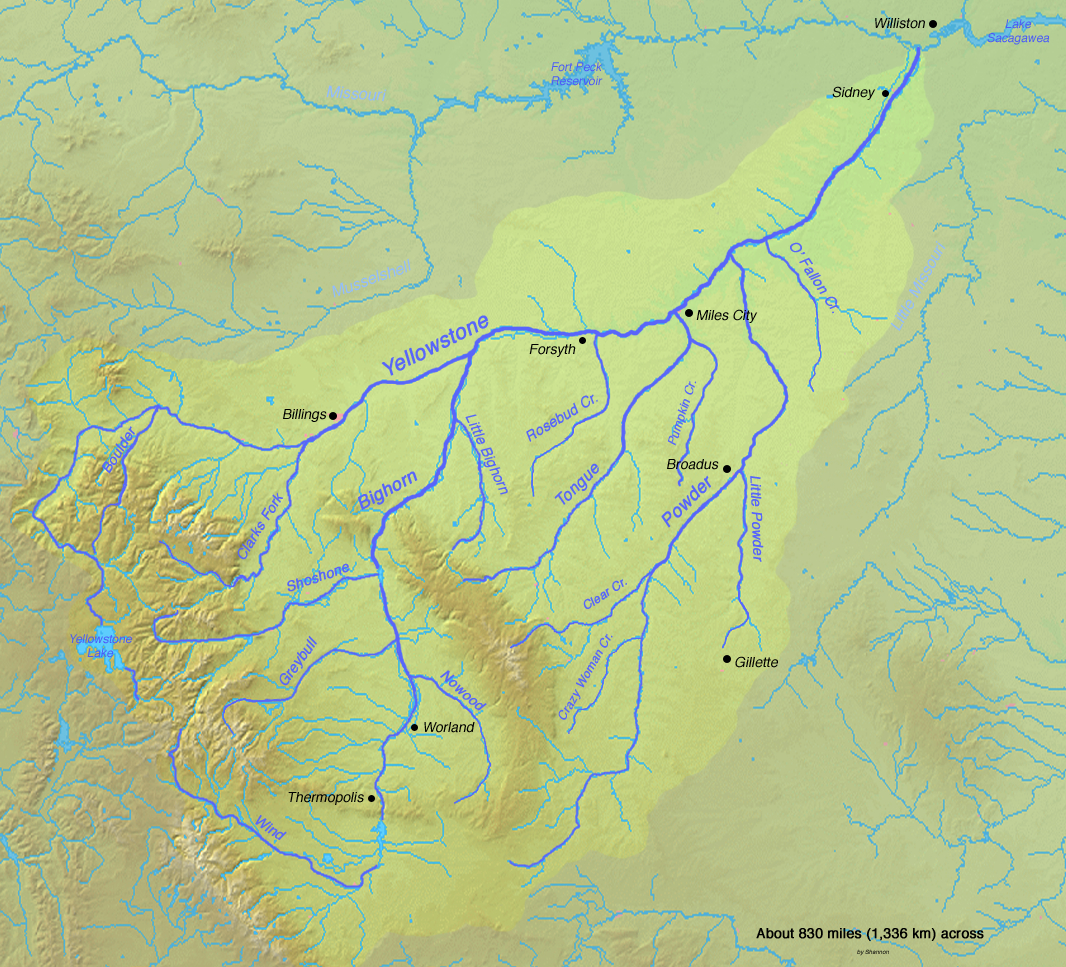
Miles City en un mapa del río Yellowstone

Miles City se encuentra ubicada en las coordenadas 46°24′21″N 105°50′20″O / 46.40583, -105.83889. Según la Oficina del Censo de los Estados Unidos, Miles City tiene una superficie total de 8.65 km², de la cual 8.65 km² corresponden a tierra firme y (0%) 0 km² es agua.

## Demografía
Según el censo de 2010, había 8410 personas residiendo en Miles City. La densidad de población era de 972,48 hab./km². De los 8410 habitantes, Miles City estaba compuesto por el 95.27% blancos, el 0.33% eran afroamericanos, el 1.71% eran amerindios, el 0.39% eran asiáticos, el 0.1% eran isleños del Pacífico, el 0.58% eran de otras razas y el 1.62% pertenecían a dos o más razas. Del total de la población el 2.44% eran hispanos o latinos de cualquier raza.